# لانون (ويسكونسن)
لانون (بالإنجليزية: Lannon, Wisconsin)‏ هي قرية تقع في الولايات المتحدة في مقاطعة واكيشا (ويسكونسن). يقدر عدد سكانها بـ 1,107 نسمة ومساحتها 6.37 كم2 وترتفع عن سطح البحر 279 متر.

## التركيبة السكانية
قام مكتب تعداد الولايات المتحدة بتحديد بيانات التركيبة السكانية للانون في تعداد الولايات المتحدة. في ما يلي، التركيبة السكانية حسب تعدادي 2000 و2010.

### تعداد عام 2000
بلغ عدد سكان لانون 1,009 نسمة بحسب تعداد عام 2000، وبلغ عدد الأسر 425 أسرة وعدد العائلات 282 عائلة مقيمة في القرية. في حين سجلت الكثافة السكانية 413.0 نسمة لكل ميل مربع (159.5/كم2). وبلغ عدد الوحدات السكنية 434 وحدة بمتوسط كثافة قدره 177.7 نسمة لكل ميل مربع (68.6/كم2).
وتوزع التركيب العرقي للقرية بنسبة 97.92% من البيض و 0.40% من الأمريكيين الأصليين و 0.10% من الأمريكيين ذوي الأصول الآسيوية و 0.50% من الأمريكيين الأفارقة و 0.99% من عرقين مختلطين أو أكثر.
بلغ عدد الأسر 425 أسرة كانت نسبة 27.1% منها لديها أطفال تحت سن الثامنة عشر تعيش معهم، وبلغت نسبة الأزواج القاطنين مع بعضهم البعض 55.3% من أصل المجموع الكلي للأسر، ونسبة 6.4% من الأسر كان لديها معيلات من الإناث دون وجود شريك، وكانت نسبة 33.6% من غير العائلات. تألفت نسبة 29.2% من أصل جميع الأسر من أفراد ونسبة 9.4% كانوا يعيش معهم شخص وحيد يبلغ من العمر 65 عاماً فما فوق. وبلغ متوسط حجم الأسرة المعيشية 2.95، أما متوسط حجم العائلات فبلغ 2.37.
بلغ العمر الوسطي للسكان 40 عاماً. وكانت نسبة 5.9% بين الثامنة عشر والأربعة وعشرون عاماً، ونسبة 29.8% كانت واقعةً في الفئة العمرية ما بين الخامسة والعشرون حتى والأربعة وأربعون عاماً، ونسبة 27.8% كانت ما بين الخامسة والأربعون حتى الرابعة والستون، ونسبة 13.5% كانت ضمن فئة الخامسة والستون عاماً فما فوق. يوجد لكل 100 أنثى 110.6 ذكر، ويوجد لكل 100 أنثى في الثامنة عشر من عمرها فما فوق 104.2 ذكر.
بلغ متوسط دخل الأسرة في القرية 44,375 دولار، أما متوسط دخل العائلة فبلغ 54,107 دولار. وكان متوسط دخل الذكور 36,250 دولار مقابل 25,583 دولار للإناث. وسجل دخل الفرد الخاص بالقرية 21,041 دولار. وكانت نسبة 4.4% من العائلات ونسبة 6.1% من السكان تحت خط الفقر، وكان من هؤلاء نسبة 8.7% تحت سن الثامنة عشر ونسبة 8.4% في الخامسة والستين من العمر وما فوق.

### تعداد عام 2010
بلغ عدد سكان لانون 1,107 نسمة بحسب تعداد عام 2010، وبلغ عدد الأسر 479 أسرة وعدد العائلات 314 عائلة مقيمة في القرية. في حين سجلت الكثافة السكانية 453.7 نسمة لكل ميل مربع (175.2/كم2). وبلغ عدد الوحدات السكنية 517 وحدة بمتوسط كثافة قدره 211.9 لكل ميل مربع (81.8/كم2).
وتوزع التركيب العرقي للقرية بنسبة 94.8% من البيض و 0.6% من الأمريكيين الأصليين و 0.5% من الأمريكيين ذوي الأصول الآسيوية و 1.0% من الأمريكيين الأفارقة و 1.4% من عرقين مختلطين أو أكثر.
بلغ عدد الأسر 479 أسرة كانت نسبة 26.5% منها لديها أطفال تحت سن الثامنة عشر تعيش معهم، وبلغت نسبة الأزواج القاطنين مع بعضهم البعض 48.6% من أصل المجموع الكلي للأسر، ونسبة 10.0% من الأسر كان لديها معيلات من الإناث دون وجود شريك، بينما كانت نسبة 6.9% من الأسر لديها معيلون من الذكور دون وجود شريكة وكانت نسبة 34.4% من غير العائلات. تألفت نسبة 29.2% من أصل جميع الأسر من أفراد ونسبة 8.8% كانوا يعيش معهم شخص وحيد يبلغ من العمر 65 عاماً فما فوق. وبلغ متوسط حجم الأسرة المعيشية 2.82، أما متوسط حجم العائلات فبلغ 2.31.
بلغ العمر الوسطي للسكان 43.2 عاماً. وكانت نسبة 21.1% من القاطنين تحت سن الثامنة عشر، وكانت نسبة 5.7% بين الثامنة عشر والأربعة وعشرون عاماً، ونسبة 25.4% كانت واقعةً في الفئة العمرية ما بين الخامسة والعشرون حتى والأربعة وأربعون عاماً، ونسبة 33.1% كانت ما بين الخامسة والأربعون حتى الرابعة والستون، ونسبة 14.7% كانت ضمن فئة الخامسة والستون عاماً فما فوق. وتوزع التركيب الجنسي للسكان بنسبة 50.1% ذكور و49.9% إناث.